# جون هنري هيل
جون هنري هيل (بالإنجليزية: John Henry Hill)‏ هو مبشر ورائد أعمال أمريكي، ولد في 11 سبتمبر 1791 في نيويورك في الولايات المتحدة، وتوفي في 1 يوليو 1882 في أثينا في اليونان.